# アントニオ・デル・ポッライオーロ

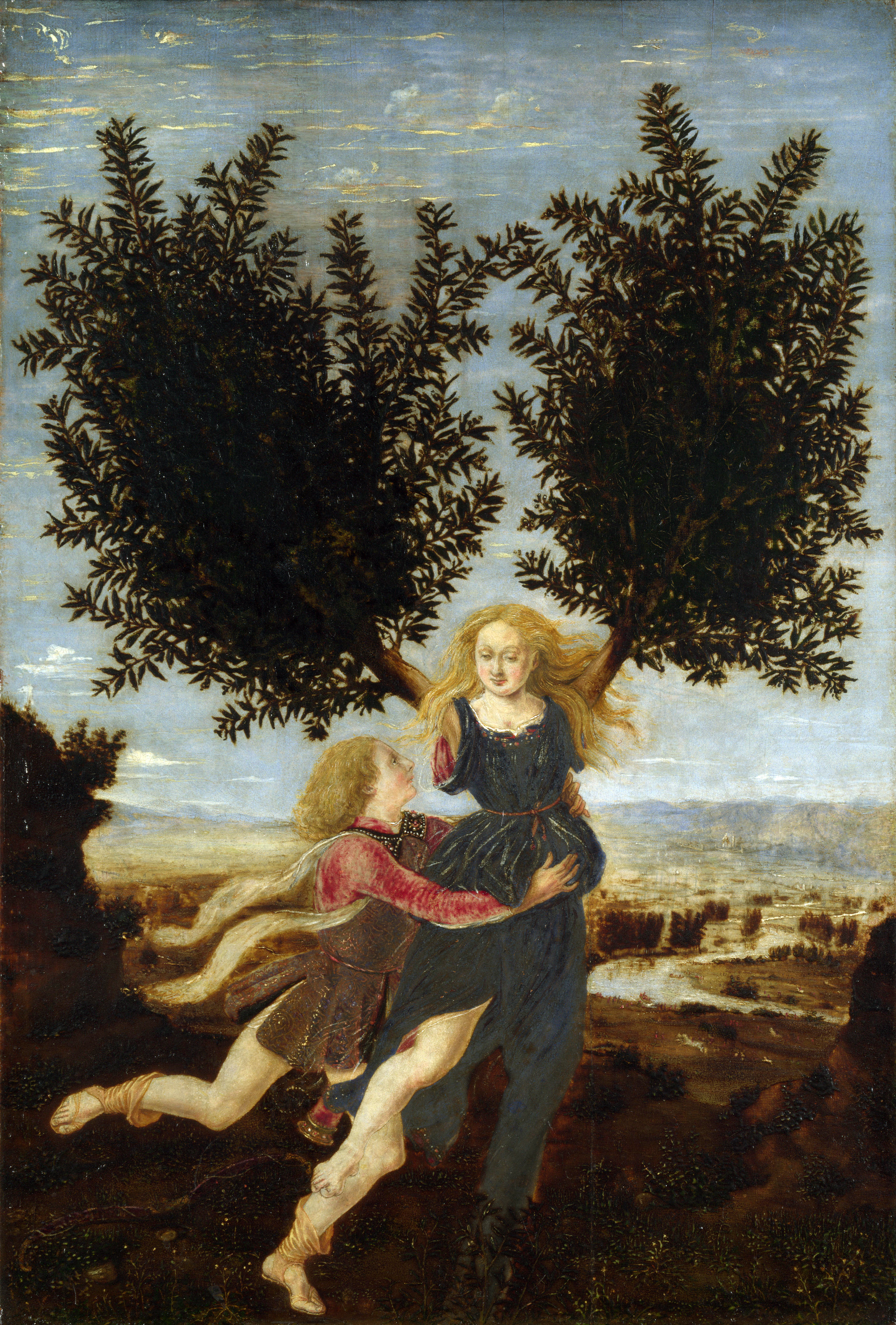
アントニオ・デル・ポッライオーロ
『アポロとダフネ』

アントニオ・デル・ポッライオーロ（伊: Antonio del Pollaiolo, 1429年/1433年1月17日 - 1498年2月4日）はルネサンス期イタリアの画家、彫刻家、版画家（エングレービング）、金細工師。また、エナメル技法に大きな貢献をした。アントニオ・ディ・ヤコポ・ポッライウオーロ（Antonio di Jacopo Pollaiuolo）、アントニオ・ポッライオーロ（Antonio Pollaiolo）とも呼ばれる（ポライオーロ、ポルライオーロとも表記される）。

## 生涯
アントニオ・デル・ポッライオーロはフィレンツェで生まれた。弟のピエロ・デル・ポッライオーロも画家で、よく一緒に仕事をした。2人の作品はともに古典主義の影響が見受けられ、また人体解剖学への関心の高さも示している。伝えられるところでは、兄弟は知識の向上のため、実際に解剖を行ったと言われている。ポッライオーロという筆名は、父親が鳥肉の売買をしていたことに由来している（イタリア語の pollaio は「鶏小屋」という意味）。アントニオは最初、金細工・金属細工を、父親かアンドレア・デル・カスターニョのどちらかから学んだ。カスターニョはおそらく絵も教えたのだろう。

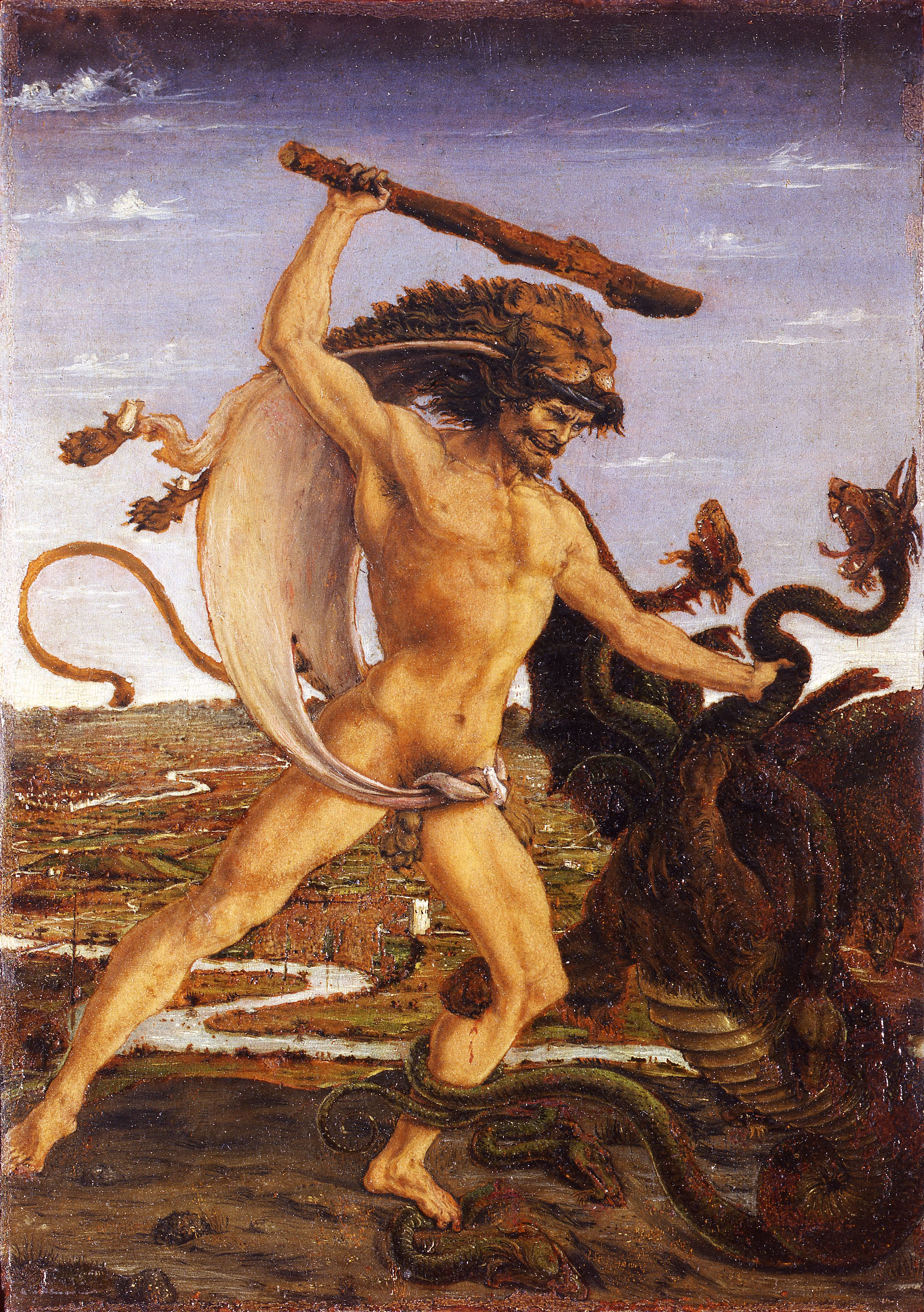
アントニオ・デル・ポッライオーロ『ヘラクレスとヒュドラ (ポッライオーロ)』、1475年頃、 ウフィツィ美術館

アントニオのいくつかの絵は過剰な残虐性を示していて、その顕著な例は、1473年から1475年にかけて、フィレンツェのサンティッシマ・アヌンツィアータ聖堂のプッチ家礼拝堂に描いた『聖セバスティアヌス』に見ることができるだろう。その一方で、逆に、女性を描いた肖像画は、15世紀の肖像画の特徴だが、落ち着きと服装のディテールに細心の注意が見てとれる。
しかし、アントニオが大きな成功を収めたのは、彫刻家および金属細工師としてであった。もっとも、多くの場合、弟のピエトロと共作だったので、正確にどれが彼の作品かを判断することは難しい。
『裸の男たちの戦い』は唯一現存しているアントニオの版画である。大きさ・洗練さともに、イタリアの版画レベルを引き上げ、現在でもルネサンス版画の傑作の一つと考えられている。
1484年、アントニオはローマに居を構え、そこでローマ教皇シクストゥス4世の墓碑を制作した（完成は1493年。現在はサン・ピエトロ大聖堂の美術館にある）。人物の誇張した表現には、またしても解剖学的特徴が、はっきりと現れている。1496年、アントニオは、既に始まっていたサント・スピリト教会聖具室の仕上げをするために、フィレンツェに戻った。

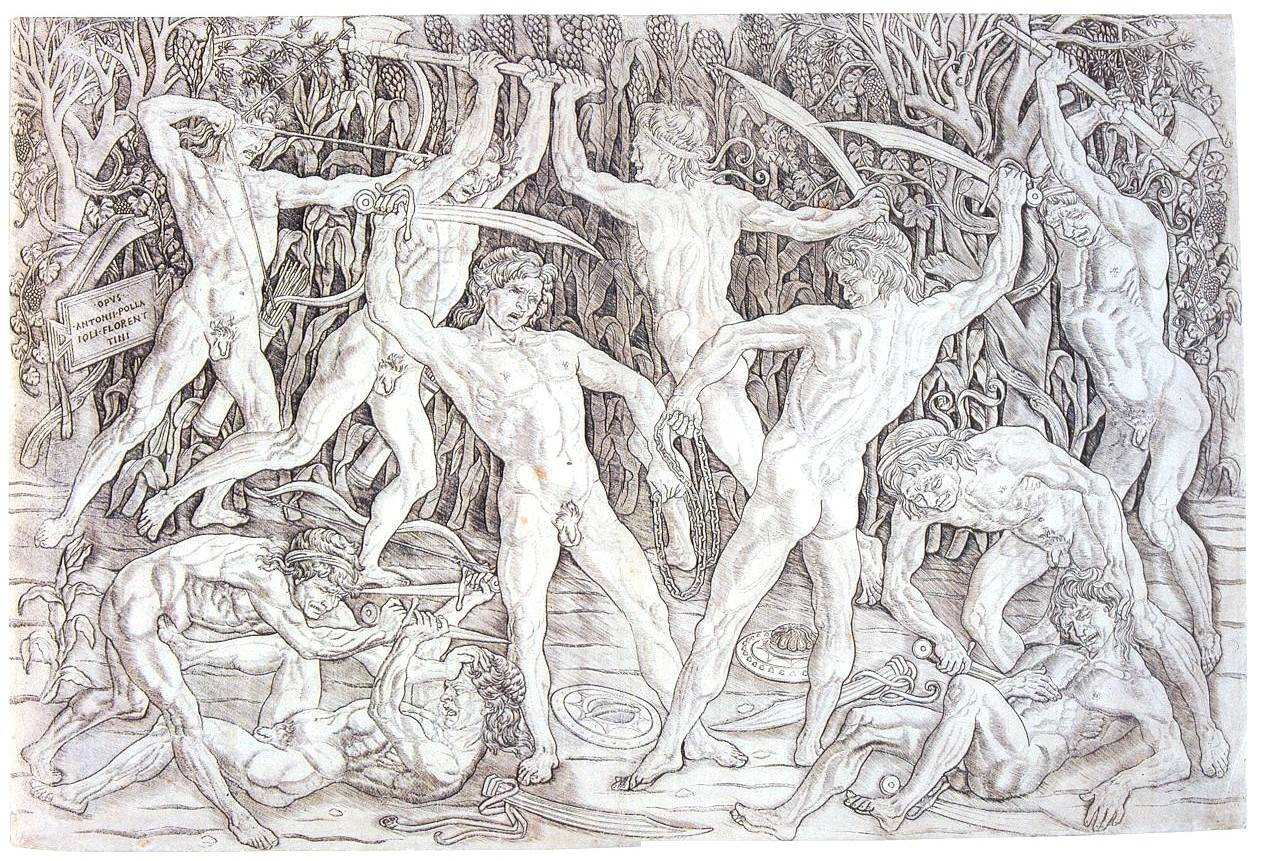
アントニオ・デル・ポッライオーロ
『裸の男たちの戦い』版画

アントニオはローマで死んだ。死んだ時はかなり裕福で、サン・ピエトロ大聖堂のローマ教皇インノケンティウス8世霊廟も完成させていた。埋葬されたのは、ローマのサン・ピエトロ・イン・ヴィンコリ聖堂で、弟の隣に記念碑が建てられた。

## 評価と影響
何といっても、注目させられるのは、人物の動きに対する理解の深さである。人物の動き、張り詰めた筋肉の状態に対するアントニオの解剖学的な分析は、他のフィレンツェの画家たちに大いに貢献した。さらに、風景に向けられた先駆的な関心も見過ごせない。アントニオは、解剖学の研究のため死体を解剖し、それはレオナルド・ダ・ヴィンチの出現を予想していたと言われている。アントニオの弟子の中には、ボッティチェッリもいる。

## 主な作品

### 絵画・版画
- 若い女性の肖像（1465年頃） - ポプラ板、52.5 x 36.2 cm/ベルリン、絵画館
- 竜と戦う大天使ミカエル（1465年頃） - 油彩、カンヴァス、175 x 116 cm/フィレンツェ、ステファノ・バルディーニ美術館
- ポルトガル枢機卿の祭壇画（1466-1468年） - テンペラと油彩、木、172 x 179cm/フィレンツェ、サン・ミニアト・アル・モンテ教会
- The Saints Vincent, James and Eustace（1468年） - テンペラ、木、172 x 179 cm/フィレンツェ、ウフィッツィ美術館
- 裸の男たちの戦い（1470年代） - 版画、42.8 x 61.8 cm/フィレンツェ、ウフィッツィ美術館
- アポロとダフネ（1470年 - 1480年） - テンペラ、木、30 x 20 cm/ナショナル・ギャラリー (ロンドン)
- 聖セバスティアヌス（1473年 - 1475年） - 板、292 x 223 cm/ナショナル・ギャラリー (ロンドン)
- 若い女性の肖像（1475年頃） - テンペラ、木、55 x 34 cm/フィレンツェ、ウフィッツィ美術館
- ヘラクレスとヒュドラ（1475年頃） - テンペラ、木、17 x 12 cm/フィレンツェ、ウフィッツィ美術館
- ヘラクレスとアンタイオス（1478年頃） - テンペラ、木、16 x 9 cm/フィレンツェ、ウフィッツィ美術館
- 少女の肖像 - 板/ミラノ、ボルディ・ペッツォーリ美術館
- ヘラクレスとデイアネイラ - 油彩、カンヴァス/ニューヘイブン (コネチカット州)、イェール大学アート・ギャラリー

### 彫刻
- Judith（1455年頃 - 1470年頃） - ブロンズ
- 聖クリストフォルスと幼子イエス - メトロポリタン美術館
- ヘラクレス - ブロンズ